# Нэмёнбу

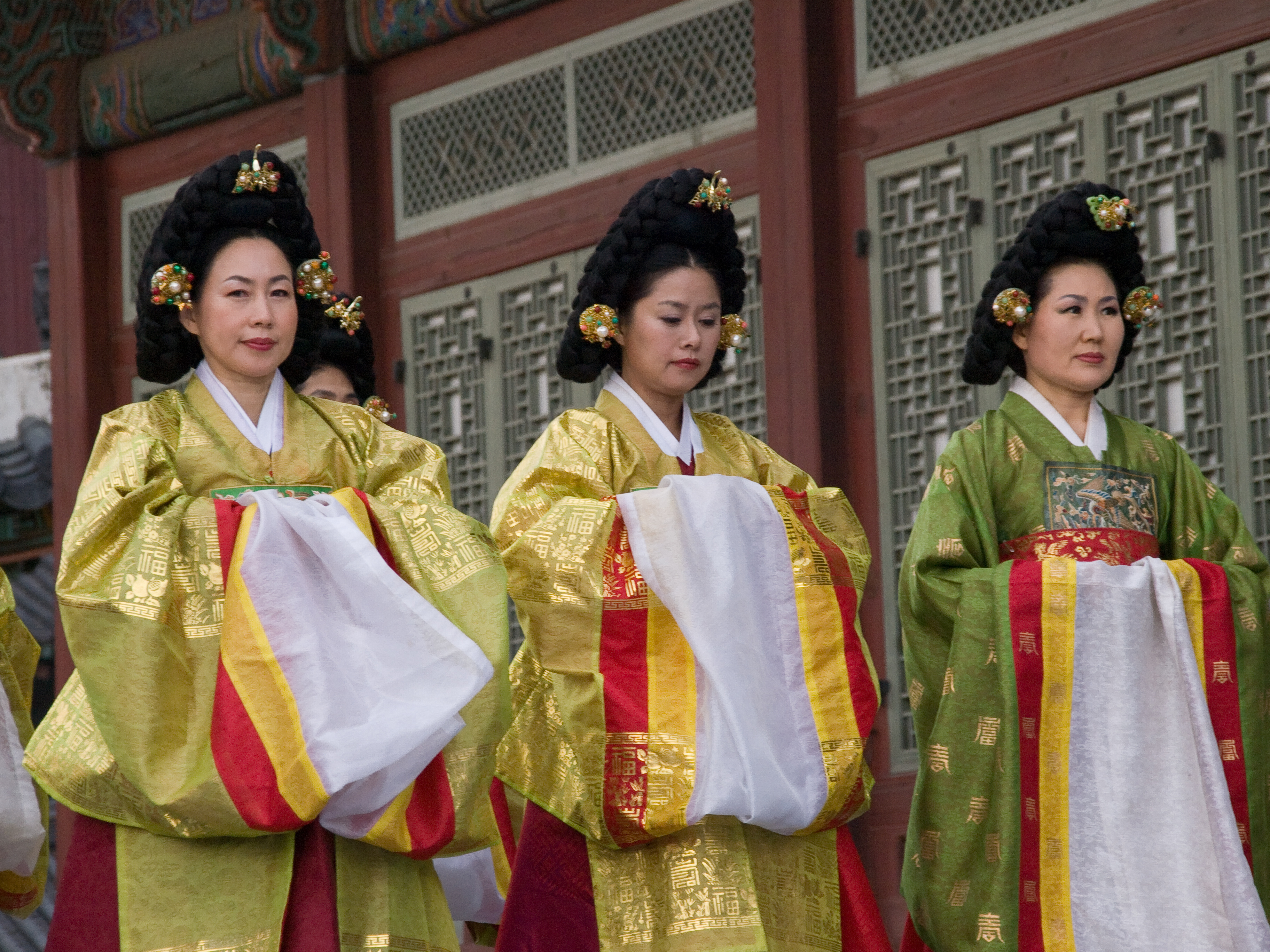
Наложницы (нэгван) в зелёном вонсаме и красной чхиме (юбке) во время исторической реконструкции праздника Чинджамри

Нэмёнбу или Королевская Благородная супруга (хангыль : 내명부, ханча : 內命婦), также буквально «Женщины внутреннего двора» — категория ранга при королевском дворе Чосона, которая относилась к наложницам (нэгван) и женщинам, прислуживающим во дворцах. Эта категория была отделена от вимёнбу (хангыль: 외명부; ханча: 外命婦), категории, в которую входили придворные дамы, проживающие вне дворца.

## Определение
Хотя правила, касающиеся придворных дам, были введены при короле Тхэджо, подробные определения рангов, титулов и обязанностей были изложены в Государственном кодексе Чосона, обнародованном при короле Сонджоне, где и появляется термин нэмёнбу.
В состав Нэмёнбу входили женщины, служащие при дворе и живущие во дворцах, но исключая королеву, которая была выше ранга и присматривала за всеми придворными дамами.
Нэгван (내관; 內官) были наложницами от старшего 1-го ранга до младшего 4-го ранга, и никакой роли в домашних делах дворца не играли.
Гуннё относится ко всем женщинам при дворе ниже младшего 4-го ранга.  Женщин от старшего 5-го ранга до младшего 9-го ранга называли гунгван (궁관; 宮官), или, альтернативно, Ёгван и Наин. Они отвечали за различные дворцовые обязанности в зависимости от своего положения и могли работать в королевских покоях, на кухне или в прачечной.

## Набор во дворец

### Нэгван

#### Королевы и наследные принцессы

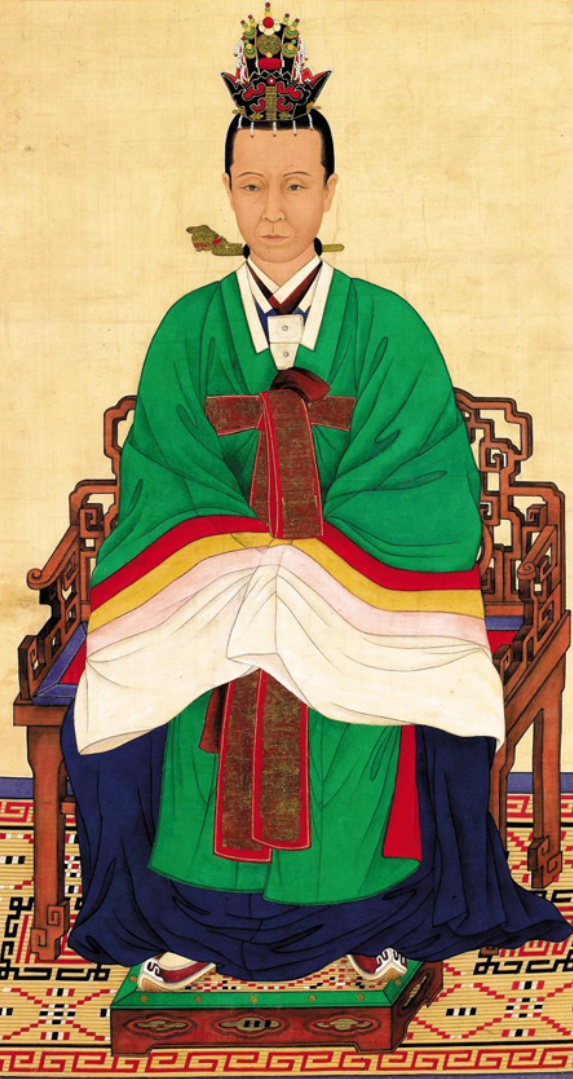
Королева Синджон была избрана женой наследного принца Хёмёна в 1819 году и вошла во дворец в возрасте 10 лет.

Законная супруга короля или наследного принца во времена эпохи Чосон выбиралась с помощью особой процедуры, которая отличалась от практики сватовства, принятой за пределами королевской семьи. Правительство издавало запрет на браки в дворянских домах по всей стране, указав, что незамужние дочери аристократии в возрасте от 13 до 17 лет были потенциальными кандидатками.  В зависимости от возраста наследного принца иногда рассматривались девочки в возрасте 9 лет, что имело место при выборе госпожи Хегён и королевы Синджон . Временный отдел под названием «Офис королевской свадьбы» (кор. 가례도감, 嘉禮都監) устанавливался для управления всеми соответствующими задачами.
После объявления о запрете на брак аристократические семьи должны были предоставить подробную информацию о датах и времени рождения своих незамужних дочерей, а также генеалогические записи семьи до трех поколений. Кандидаты должны были быть красивыми внешне и добродетельными по характеру. Те, кто не считался физически привлекательным, были дисквалифицированы, независимо от их семейного происхождения или добродетели.  На основе этого отбиралось от пяти до шести кандидаток, которые сокращались до двух или трех кандидаток на втором этапе, а будущая невеста выбиралась в третьем туре. Эта третья презентация была проведена в присутствии короля и Вдовствующей королевы, которые консультировались с тремя государственными советниками, прежде чем принять окончательное решение.
После отбора семье невесты отправлялись подарки из шелка и драгоценностей, и невеста переезжала в отдельный дворец, где её обучали дворцовому этикету.   Затем жена короля была официально объявлялась королевой, после чего она переезжала во дворец, чтобы пройти церемонию консумации. На следующий день её приветствовал весь дворцовый персонал, после чего она шла поприветствовать Вдовствующую королеву/ королев. Возложенная королева Чосона затем получала официальное признание от императора Китая, признающего её легитимность.
Несмотря на преимущества выбора дочери в качестве основной жены короля или наследного принца, аристократические семьи часто воздерживались от брака своих дочерей с королевской семьей и быстро устраивали браки для своих маленьких дочерей, когда ожидался отбор.  Одна женщина из клана Гвон даже симулировала безумие во время отбора, чтобы избежать избрания Наследной принцессой.

#### Королевские наложницы
Если королева-консорт не произвела на свет наследника мужского пола, для выбора королевских наложниц применялись формальные процедуры, аналогичные тем, которые использовались для выбора королевы. Отобранные таким образом женщины входили во дворец, как минимум, с младшим 2-м рангом, и им предоставлялся особый титул, если у них был сын, который становился Наследным принцем.  Королевские наложницы иногда выбирались из женщин в возрасте до 20 лет.

### Гунгван

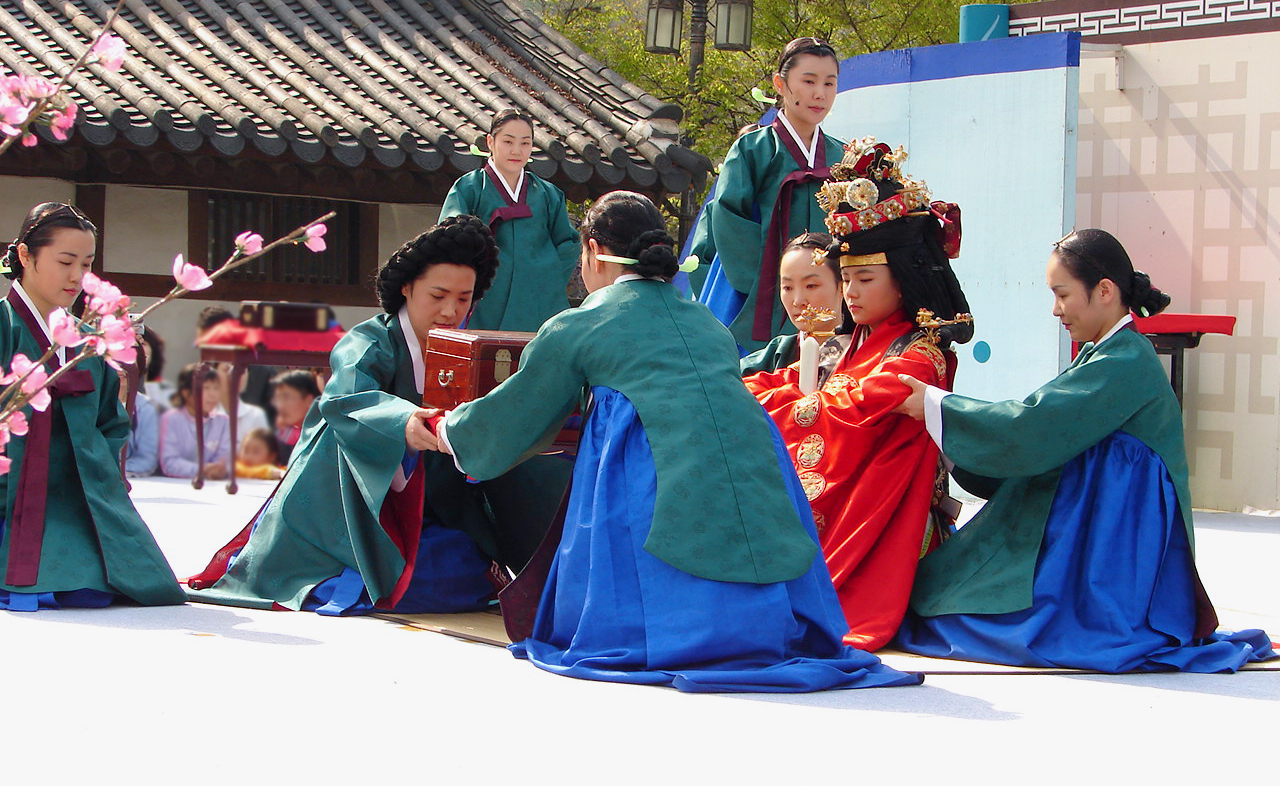
Придворные дамы, участвующие в свадьбе королевы Мин и помогающие новой королеве (реконструкция 2006 г.)

Придворные дамы от старших 5-х до младших 9-х рангов набирались различными способами в зависимости от роли. Первоначально их отбирали из числа служанок, работавших в государственных учреждениях, или дочерей кисэн, но постепенно стали набирать дочерей из респектабельных семей. Чтобы их дочерей не забрали во дворец, многие такие семьи выдавали своих дочерей замуж в очень молодом возрасте, что привело к пересмотру Государственного кодекса, запрещающему нанимать девочек, рождённых в хороших семьях.  Однако Ли Бэ Ён предполагает, что это правило, вероятно, применялось только к придворным дамам низших рангов, тогда как те, кто работал в тесном контакте с королем или королевой, потенциально продолжали набираться из хороших семей
. 
Девочек набирали в возрасте от 4 до 10 лет, и успешные кандидатки должны были прожить во дворце всю свою жизнь. Молодых девушек обучали выполнению своих обязанностей и учили писать корейским народным письмом, а также некоторыми китайскими иероглифами . Официально они начали работать в возрасте от 11 до 12 лет, а церемония совершеннолетия проходила, когда им исполнялось 18 лет.
Женщина получала право иметь звание сангун (старший 5-й ранг) только после 35 лет службы. Как главная сангун, так и сангун, которые лично сопровождали короля или королеву, могли обладать огромным влиянием и властью, но обычно теряли их, если устанавливался новый монарх или супруга.

## Звания
За королевой-консортом (чунджон ; 중전) следовали 4 категории высокопоставленных королевских наложниц, по 2 уровня в каждой: старший (чжон, 정) и младший (чон, 종).
К рангу Бин король или королева прикрепляли префикс, связанный с характером/личностью Королевской наложницы, такой как Хыйбин (Хыйя), Сукбин (Сук = Ясность/Чистота), Ыйбин (Ый = надлежащая/ правильная / подходящая / уместная) и так далее. Однако все они равны, так как имеют одинаковый ранг «Бин».
Старший 5-й ранг сангун (상궁; 尙宮) и сангый (상의; 尙儀) были придворными дамами, которые служили непосредственно под началом членов королевской семьи или главой назначенного им отдела. В зависимости от их роли и отдела, внутри ранга сангун будет внутренний рейтинг. Например, сангун, служившие королеве, имеют более высокий авторитет и статус, чем сангун, служившие принцу, принцессе и/или наложнице.
Придворная дама также могла стать сангун, если король проявил благосклонность. Их называли «привилегированными сангун» или «особой придворной дамой» ("сынгын сангун ") и считали высшим рангом старшего 5-го. Однако, поскольку они все ещё находятся в 5-м ранге, привилегированные сангун не будут считаться членом королевской семьи или частью нэгвана, ранги которых начинались от 4-го младшего . В некоторых случаях привилегированные сангун повышались до ранга Сугвон (младший 4-й) .
Официально признанные королевские наложницы начинались с ранга Сугый (младший 2-й) . Неофициально, допущенные королевские наложницы начинались с ранга Сугвон (младший 4-й). Наиболее заметным случаем является Королевская благородная супруга Хый[уточнить] из клана Индон Джан .

## КлассификацияНэмёнбу
| Ранг (кор. 품계, 品階) | Ранг (кор. 품계, 品階) | Титул                                   | Титул       | Титул       | Обязанности                                                                             |
| Классификация | Ханча                  | Значение на русском                     | Хангыль     | Ханча       | Обязанности                                                                             |
| --- | ---------------------- | --------------------------------------- | ----------- | ----------- | --------------------------------------------------------------------------------------- |
| Нэгван |                        |                                         |             |             |                                                                                         |
| — | —                      | Королева (ванби)                        | 왕비        | 王妃        | Главная супруга Короля                                                                  |
| — | —                      | Королева (геби)                         | 계비        | 繼妃        | Главная супруга короля от его второго, третьего и т. д. брака                           |
| — | —                      | Вдовствующая королева (теби)            | 대비        | 大妃        | Вдова отца короля                                                                       |
| — | —                      | Великая Вдовствующая королева (вантеби) | 왕대비      | 王大妃      | Вдова дедушки короля                                                                    |
| — | —                      | Кронпринцесса                           | 세자빈      | 世子嬪      | Главная супруга наследника престола                                                     |
| Старший 1-й | 正一品                 | Бин                                     | 빈          | 嬪          | Высший старший ранг для наложницы                                                       |
| Младший 1-й | 從一品                 | Гвиин                                   | 귀인        | 貴人        | Второй старший ранг для наложницы                                                       |
| Старший 2-й | 正二品                 | Соый                                    | 소의        | 昭儀        | Поддержка в церемониях Королевы.                                                        |
| Младший 2-й | 從二品                 | Сукый                                   | 숙의        | 淑儀        | Поддержка в церемониях Королевы.                                                        |
| Старший 3-й | 正三品                 | Сойон                                   | 소용        | 昭容        | Подготавливали родовые обряды и трапезы для гостей                                      |
| Младший 3-й | 從三品                 | Сукён                                   | 숙용        | 淑容        | Подготавливали родовые обряды и трапезы для гостей                                      |
| Старший 4-й | 正四品                 | Совон                                   | 소원        | 昭媛        | Наблюдали за управлением королевскими дворцами на ежедневной основе                     |
| Младший 4-й | 從四品                 | Суквон                                  | 숙원        | 淑媛        | Ткали ткань из шелка и рами для ежегодных презентаций.                                  |
| Гунван (гуннё) |                        |                                         |             |             |                                                                                         |
| Особый ранг Избранная Сангун |                        | Сыннын сангун                           | 승은상궁    |             | Сангун, которая делила постель с королем и могла стать королевской наложницей (негван). |
| Старший 5-й Главная дама (чеджо сан-гун 제조상궁) (дворцовая дама, которая служила непосредственно королю) Указ о её назначении издавался королем. | 正五品                 | Сангун                                  | 상궁        | 尚宫        | Сопровождали королеву; наблюдали за саги и чонон.                                       |
| Старший 5-й Главная дама (чеджо сан-гун 제조상궁) (дворцовая дама, которая служила непосредственно королю) Указ о её назначении издавался королем. | 正五品                 | Сангый                                  | 상의        | 尙儀        | Отвечали за весь ежедневный этикет и процедуры; наблюдали за сасоль и чондын.           |
| Младший 5-й Первая дворцовая дама (руководящая секретариатом Королевы)                                                                             | 從五品                 | Санбок                                  | 상복        | 尙服        | Поставляли одежду и вышивали значки и накидки; наблюдали за саый и чонсик.              |
| Младший 5-й Первая дворцовая дама (руководящая секретариатом Королевы)                                                                             | 從五品                 | Сансик                                  | 상식        | 尙食        | Готовили блюда и закуски; наблюдали за сасон и чонъяк                                   |
| Старший 6-й Главная дама дворца (например, возглавляющая королевскую кухню)                                                                        | 正六品                 | Санчим                                  | 상침        | 尙寢        | Отвечали за церемонию сопровождения короля в его покои; наблюдали за сасоль и чондын.   |
| Старший 6-й Главная дама дворца (например, возглавляющая королевскую кухню)                                                                        | 正六品                 | Сангон                                  | 상공        | 尙功        | Управляли процессами ткачества и вышивки; наблюдали за садже и чонче.                   |
| Младший 6-й | 從六品                 | Санчон (гунчон)                         | 상정 (궁정) | 尙正 (宮正) | Наблюдали за поведением, работой и наказаниями придворных дам.                          |
| Младший 6-й | 從六品                 | Саги                                    | 사기        | 司記        | Отвечали за документы во дворцах и имели доступ к бухгалтерским книгам.                 |
| Старший 7-й Ведущая дворцовая дама (отвечает за определённую деятельность)                                                                         | 正七品                 | Чонбин (сабин)                          | 전빈 (사빈) | 典賓 (司賓) | Готовили блюда для гостей, ухаживали за гостями на банкетах.                            |
| Старший 7-й Ведущая дворцовая дама (отвечает за определённую деятельность)                                                                         | 正七品                 | Чоный (саый)                            | 전의 (사의) | 典衣 (司衣) | Отвечали за одежду и аксессуары для волос дам в кунване.                                |
| Старший 7-й Ведущая дворцовая дама (отвечает за определённую деятельность)                                                                         | 正七品                 | Чонсон (сасон)                          | 전선 (사선) | 典膳 (司膳) | Готовили отварные и приправленные гарниры.                                              |
| Младший 7-й | 從七品                 | Чонсоль (сасоль)                        | 전설 (사설) | 典設 (司設) | Отвечали за палатки и тростниковые коврики, чистку и уход за предметами.                |
| Младший 7-й | 從七品                 | Чонче (садже)                           | 전제 (사제) | 典製 (司製) | Производили одежду                                                                      |
| Младший 7-й | 從七品                 | Чонон (соон)                            | 전언 (사언) | 典言 (司言) | Отвечали за передачу сообщений между королем и внутренним двором.                       |
| Старший 8-й | 正八品                 | Чонхан                                  | 전찬        | 典贊        | Помогали с питанием и сопровождением во время приема гостей и мероприятий.              |
| Старший 8-й | 正八品                 | Чонсик                                  | 전식        | 典飾        | Отвечали за стирку, расчесывание и одежду.                                              |
| Старший 8-й | 正八品                 | Чонъяк                                  | 전약        | 典藥        | Отвечали за выписывание лекарств.                                                       |
| Младший 8-й | 從七品                 | Чондын                                  | 전등        | 典燈        | Отвечали за фонари и свечи.                                                             |
| Младший 8-й | 從七品                 | Чонхе                                   | 전채        | 典彩        | Ткали ткань из шелка и рами.                                                            |
| Младший 8-й | 從七品                 | Чонджон                                 | 전정        | 典正        | Поддерживали гунчон                                                                     |
| Старший 9-й | 正九品                 | Чугун                                   | 주궁        | 奏宮        | Дела, связанные с музыкой.                                                              |
| Старший 9-й | 正九品                 | Чусан                                   | 주상        | 奏商        | Дела, связанные с музыкой.                                                              |
| Старший 9-й | 正九品                 | Чугак                                   | 주각        | 奏角        | Дела, связанные с музыкой.                                                              |
| Младший 9-й | 從九品                 | Чубёнхи                                 | 주변치      | 奏變徵      | Дела, связанные с музыкой.                                                              |
| Младший 9-й | 從九品                 | Чухи                                    | 주치        | 奏徵        | Дела, связанные с музыкой.                                                              |
| Младший 9-й | 從九品                 | Чуу                                     | 주우        | 奏羽        | Дела, связанные с музыкой.                                                              |
| Младший 9-й | 從九品                 | Чубёнгун                                | 주변궁      | 奏變宮      | Дела, связанные с музыкой.                                                              |
| [ 2 ] |                        |                                         |             |             |                                                                                         |

## Известные Нэмёнбу

### Королевы
Клан Чхонджу Хан произвел 16 королев, самое большое количество в истории Кореи. Королева Сохе, жена Наследного принца Ыйгёна и член клана, написала Нэхун, руководство по конфуцианской морали для женщин.
- Королева Вонгён из клана Ёхын Мин (1365—1420)
- Королева Джехон из клана Хаман Юн (1445—1482)
- Королева Сохе из клана Чхонджу Хан[12] (1437—1504)
- Королева Чонхи из клана Папхён Юн (1418—1483)
- Королева Мунджон из клана Папхён Юн (1501—1565)
- Королева Инхён из клана Ёхын Мин (1667—1701)
- Королева Инвон из клана Кёнджу Ким (1687—1757)
- Королева Чонсон из клана Дальсун Со (1692—1757)
- Королева Чонсун из клана Кёнджу Ким (1745—1805)
- Королева Сунвон из клана Андон Ким (1789—1857)
- Королева Чхорин из клана Андон Ким (1837—1878)
- Императрица Мёнсон из клана Ёхын Мин (1851—1895)
- Императрица Сунджон из клана Хэпён Юн (1894—1966)

### Наследные принцессы
- Наследная принцесса Хви из старого клана Андонг Ким (1410—1429) — свергнута за колдовство.
- Наследная принцесса Сун из клана Хэум Бонг (1414-?) — свергнута за отношения со своей горничной.
- Госпожа Хегён из клана Пунсан Хон (1735—1816) — автор мемуаров госпожи Хегён и жена казненного наследного принца Садо .

### Известные наложницы
Они были матерями наследников престола и королей, иногда сосредотачивая в своих руках некоторую политическую власть и влияние. Все они были удостоены чести быть похороненными в храме Чильгун (также Дворец семи королевских наложниц), Чонногу, Сеул, Южная Корея.
- Королевская благородная супруга Ин из клана Сувон Ким (1555–1613), мать короля Вонджона.
- Королевская благородная супруга Хый из клана Индон Джан (1659—1701), ключевая фигура в борьбе фракций во время правления короля Сукджона, казнена путем отравления за заговор с целью убийства королевы Инхён.
- Королевская благородная супруга Сук из клана Хэджу Чхве (1670—1718), сторонница королевы Инхён во время её свержения, мать короля Ёнджо .
- Королевская благородная супруга Чон из клана Намьян Ли (1694 – 1721), супруга короля Ёнджо.
- Королевская благородная супруга Ён из клана Чоный Ли (1696—1764), мать казненного наследного принца Садо .
- Королевская благородная супруга Ый из клана Чаннён Сон (1753—1786), единственная женщина, которую король Чонджо любил среди своих жен.
- Ом Сон Ён, Императорская благородная супруга Сунхон из клана Ёнволь Ом (1854 – 1911), мать последнего Наследного принца Кореи Ли Ына.